# Mycetophila pseudoforcipata
Mycetophila pseudoforcipata är en tvåvingeart som beskrevs av Zaitzev 1998. Mycetophila pseudoforcipata ingår i släktet Mycetophila och familjen svampmyggor. Arten är reproducerande i Sverige. Inga underarter finns listade i Catalogue of Life.